# Bradenton, Florida
Bradenton este o municipalitate de ordin întâi, un oraș cu 53.600 de locuitori și sediul comitatului Manatee, statul Florida, Statele Unite ale Americii. Orașul, care se întinde pe o suprafață de 37,4 km², este cotat ca având o rată a criminalității mai ridicată în comparație cu celelalte orașe comparabile din Uniune.